# Danh sách chương trình phát sóng của VTC
Đây là danh sách các chương trình đã và đang phát sóng của Đài Truyền hình Kỹ thuật số VTC, thuộc Đài Tiếng nói Việt Nam, với các chương trình đang phát sóng được nhận diện bằng chữ in đậm và được chia theo từng kênh.

## VTC1

### Đang phát sóng
- Bản tin trưa
- Bản tin tối
  - Bản tin thể thao
  - Tin quốc tế
  - Chuyện trong ngày
- Tin đầu giờ (9h, 11h, 15h, 16h)
- Thế giới nghiêng
- Phim truyện
- Cuộc sống 24h (cùng phát với VTC14)
- Chào buổi tối (cùng phát với VTC14)
- Alo bác sĩ 24
- Phố bất động sản
- Việt Nam bến vững
- Nhật ký cuộc sống (cùng phát với VTC14)
- Góc nhìn khán giả (cùng phát với VTC14)
- Đường dây nóng
- Một thế giới kết nối
- Phim tài liệu
- Tạp chí Biên giới - Biển đảo
- Lăn bánh
- Bếp hồng
- 22+II
- Sống kết nối
- Góc nhìn
- Việt Nam ON
- Trao cơ hội - Nối ước mơ
- Phiêu lưu cùng Gulliver
- Sự kiện tuần tới
- Giải pháp số
- Bạn hỏi bác sĩ trả lời
- Cool-Break
- Tạp chí kinh tế & tiêu dùng
- Nóng dư luận

### Từng phát sóng
- Khoảnh khắc Vàng (tiền thân của Thời sự Tổng hợp, sau đó là Bản tin trưa, Bản tin tối)
- Sao Online
- Tôi 20
- Thế giới ẩm thực
- Chuyện doanh nhân
- Lời muốn nói
- Thần đồng đất Việt
- Miss Audition
- Bí mật thế kỷ
- Bản tin thời tiết
- Thị trường Việt
- Doanh nghiệp 24G
- Con người & tự nhiên
- Gia đình Online
- Bản tin 113
- Di sản kiến trúc
- Không gian Việt
- Sóng nhạc K-Pop
- Tạp chí điện ảnh trẻ
- Tạp chí bất động sản
- Doanh nhân cuối tuần
- Doanh nhân & cộng đồng
- Xã hội thông tin
- Góc cười
- Điện ảnh trẻ
- Nhịp điệu trẻ
- Thế giới trẻ
- Đẹp +
- Góc nhìn không gian
- Bản tin Giờ vàng
- An toàn giao thông
- Lần theo dấu vết
- Thế giới điện ảnh
- Thế giới giải trí
- Bất động sản 24h
- Trên sàn Catwalk
- Miền đất lạ
- Đời sống giải trí
- Chứng khoán 7 ngày qua
- Không gian & cuộc sống
- 8 lạng nửa cân
- Mẹ tuyệt vời nhất
- Thể thao 24h
- Nhịp sống thể thao
- Trạng cờ Quý Tỵ
- Thời sự tổng hợp (tiền thân của Bản tin trưa, Bản tin tối)
  - Thông tin thị trường
  - Nóng trên mặt báo
- Góc nhìn cuộc sống
- Đa chiều
- Bản tin sáng
- Bản tin chiều
- Bản tin đêm
- Bản tin cuối ngày
- Góc nhìn thẳng
- Bản tin kinh tế
- Địa ốc 24h
- Việt Nam Online
- 10 phút cập nhật
- Sức khỏe cộng đồng
- Nông thôn chuyển động
- Cà phê tối
- Giai điệu ngày mới
- Billboard
- Điểm báo
- Bài hát của tôi
- Điểm đến
- Khám phá thế giới
- Hồ sơ vụ án
- Tạp chí bóng đá thế giới
- Tạp chí Golf
- Gõ cửa phim trường
- Người bán hàng chuyên nghiệp
- Nhịp cầu nhân ái
- Không gian & cuộc sống
- Music Faces
- Đất & người Miền Trung
- Tạp chí kinh tế cuối tuần
- Tiêu điểm thể thao
- Lần theo dấu vết
- Phiêu lưu cùng ẩm thực
- Giải mã
- Đảng đổi mới & phát triển
- Truyền hình xanh
- Chân dung cuộc sống
- Vẻ đẹp Việt
- VTC Không khoảng cách
- Bản tin 113
- Ô tô xe máy
- Tuổi thần tiên
- Con ong chăm chỉ
- Diễn đàn lập pháp
- Nhất nghệ tinh
- Truyền hình thời đại số
- Nhịp sống Châu Âu
- Một vòng Online
- Đi và trải nghiệm
- Tôi khác mỗi ngày
- Thông điệp từ quá khứ
- Thị trường chứng khoán
- Nốt nhạc trẻ
- Mỗi ngày 1 phong cách
- Nhịp sống Châu Âu
- Tóc và trang điểm
- Một nửa thế giới
- Giao diện số
- Thị trường Việt
- Còn mãi với thời gian
- Đảng trong đổi mới và phát triển doanh nghiệp
- Đàn ông muốn nói
- Phong cách
- Văn hóa & cuộc sống
- 25 phong cách ấn tượng
- 10 phút cập nhật
- Hành trình tri thức Việt (phát lại từ VTC10)
- Ngon và lành (phát lại từ VTC14)
- Hành trình rẻo cao (phát lại từ VTC16)
- Phim tài liệu khoa học
- Top Ten
- Không gian âm nhạc
- Chúng ta ăn gì
- Tin nóng
- Tin nhanh
- Nhật ký chống dịch COVID-19
- Xe+
- Nền tảng số
- Bài hát Mộc
- Quang Huy bình luận
- Sống khỏe thế kỷ 21

#### Alatca Media
- Bilboard Thể thao
- iMusic Top Hits
- Đến với nghệ thuật thứ 7

## VTC2

### Đang phát sóng

#### VTC
- No Comment
- Phiêu lưu cùng ẩm thực
- Sống kết nối
- Phim truyện
- Alo bác sĩ 24 (cùng phát với VTC1)
- Trạng cờ Đất Việt

### Từng phát sóng

#### Kênh phim truyện & tổng hợp (2005 - 2008), & VLife (2008)
- Thế giới điện ảnh

### Từng phát sóng

#### VTC & Reidius TV
- Bản tin Techspot
- Re - Why?
- The Start Up Bulbs
- Start-Up 101 Series
- Kinh tế số
- Việt Nam 4.0
- Con đường sức khỏe
- Học nghề ở đâu?
- Giờ hướng nghiệp
- Đổi mới sáng tạo Việt Nam
- Đẹp hơn mỗi ngày
- Phim +
- Bài hát Mộc
- Việt Nam Online
- Thể thao 24h
- Cà phê tối
- Phim truyện
- Thế giới điện ảnh
- Điện ảnh trẻ (phát lại từ VTC6)
- Hi! Fashion
- Trượt băng và nghệ thuật

## VTC3

### Đang phát sóng

#### VTC
- Cool-Break (phát lại từ VTC1)
- Phim truyện
- Điểm đến
- Con đường thể thao
- Thể thao Zoom
- Chào buổi tối (cùng phát với VTC14)
- Alo bác sĩ 24 (cùng phát với VTC1)
- Bếp hồng (phát lại từ VTC1)
- Giờ thứ 9 trên kênh 9 (phát lại từ VTC9)
- 360 độ Showbiz (phát lại từ VTC9)
- Xổ số Vietlott

### Từng phát sóng

#### VTC
- Thể thao 365
- Thể thao 24h
- Tường thuật đua F1
- Tường thuật MotoGP
- Tường thuật Boxing
- Tường thuật Bóng đá, Futsal
- Tường thuật Cầu lông
- Tường thuật Bóng chuyền
- Tường thuật bóng bàn
- Cảm xúc thể thao
- Vòng quay bóng đá Việt Nam
- Ngôi sao ngày ấy
- Quang Huy bình luận
- Đi và trải nghiệm
- Khai thác tổng hợp
- 3S+ (Sports, Showbiz, Social Media+)
- Giờ giải trí
- Phiêu lưu cùng Gulliver

### Từng phát sóng

#### AVG
- Yoga - sự trải nghiệm
- Ngôi sao đường phố
- Tinh hoa võ thuật
- Chuyện Đông Tây

## VTC4

### Đang phát sóng

#### VTC
- Con ong chăm chỉ
- Chân dung nghệ sĩ (phát lại từ VTC6)
- Giờ thứ 9 trên kênh 9 (phát lại từ VTC9)
- 360 độ Showbiz (phát lại từ VTC9)
- Câu chuyện ngày mới (phát lại từ VTC10)
- Ngon và lành (phát lại từ VTC14)

### Từng phát sóng

#### Kênh thời trang và cuộc sống (2007-2011)
- Nhịp mốt
- Tôi 20
- Thế giới giải trí
- Đẹp +
- Trên sàn Catwalk
- Cà phê tối
- Vẻ đẹp tự nhiên
- Thời trang bốn mùa
- Phong cách của các sao
- Thế giới ADAM
- Một tuần một người đẹp
- Những vẻ đẹp khuyến rũ
- Đánh thức vị giác
- Thời trang A-Z
- Nhịp điệu Châu Á
- Thời trang và âm nhạc

### Từng phát sóng

#### Yeah1 TV - Yeah1 Family
- 1+1=1
- Đùa một chút
- Phim truyện
- Bé làm người lớn
- Câu chuyện âm nhạc
- Hát hay, hay hát
- Photographer show
- Làn sóng Hàn Quốc
- Tín đồ Shopping
- Sổ tay phong cách
- Thư viện hits
- Cửa sổ V-Pop
- Kiến thức Fashion
- Giới trẻ vào bếp
- Valy âm nhạc
- Playlist - Nhạc theo chủ đề
- Căn phòng 8
- Phong cách thảm đỏ

### Từng phát sóng

#### VTC
- Music Faces (phát lại từ VTC HD1)
- Xe+ (phát lại từ VTC1)

## VTC5

### Đang phát sóng

#### SCTV
Trong khoảng thời gian hợp tác giữa SCTV và VTC.
- Phim truyền hình
- Phim hoạt hình (phát lại từ VTV7)
- Phim thiếu nhi
- Chương trình giải trí
- Sitcom
- Ngôi sao Bolero (phát lại từ SCTV11)
- Sách và cuộc sống (phát lại từ VOVTV)
- Làng nghề Việt (phát lại từ VOVTV)
- Về chốn linh thiêng (phát lại từ VOVTV)

### Từng phát sóng

#### Kênh công nghệ thông tin (2006-2009)
- Bạn có thể?
- Cafe @
- Thông điệp từ quá khứ
- Xe 360°
- Bí ẩn không xa lạ
- Doanh nghiệp 24G
- Thế giới Mobile
- Xã hội thông tin
- Thế giới GAME
- Chat với 8x
- Hành tinh số
- Chiếc hộp âm nhạc
- Văn hóa Game
- Hội tụ số
- Nhạc cổ điển
- Di sản kiến trúc
- Khoa học kỳ thú
- Chuyện lạ
- Ngộ nghĩnh
- Thế giới quanh ta
- Nhật ký bác sỹ
- Địa chỉ thiên hà
- Thời sự tổng hợp
- Khoảnh khắc vàng
- Bản tin Giờ vàng
- Việt Nam online
- Thông điệp cuộc sống

### Từng phát sóng

#### VBC
- Phim truyện
- Hành trình bốn phương
- 10 sự kiện đáng chú ý tuần qua
- Giải mã tội ác
- Group X - Khỏe & năng động
- Nhảy cùng Fimbles
- Bác sĩ tình yêu
- Bác sĩ vô danh - Doctor Who
- Mở cửa trái tim
- Chuyện to chuyện nhỏ
- Phù thủy tóc
- VBC Cười
- Ô cửa ABC
- Hoàng tử bóng đá - Soccer Prince
- 10 sự kiện dở nhất tuần qua
- Úm ba la...măm măm
- Anh hùng tứ phương
- Hẹn hò bí mật
- Tin tức giải trí
- Cửa sổ thứ 7
- 1357
- Bà kể cháu nghe
- 113 online
- Top Hit Music
- Nhịp sống hôm nay

### Từng phát sóng

#### SofaTV
- Phim truyền hình
- Nụ cười vàng
- Đẹp
- Tận hưởng cuộc sống
- Điểm hẹn du lịch
- Nhanh nhanh vào bếp (phát lại từ SCTV12)

### Từng phát sóng

#### tvBlue
- Vô địch hài
- V Playlist
- Bạn có bình thường? (phát lại từ VTV9)
- Trẻ em luôn đúng
- Nhịp đập K-pop
- Đánh thức cơ thể
- Khám phá ASEAN
- Vị khách bí ẩn
- Món ăn của ngôi sao
- Ẩm thực bốn phương
- Taxi Show
- Đại chiến Rapper
- Nhóm nhạc Stray Kids
- Ca sĩ ẩn danh
- Thử tài Yang Nam
- Học viện thần tượng
- Mộc
- Giọng hát bí ẩn
- Đấu trường âm nhạc - 101 - Produce 101
- Bếp nhà làm
- Tân tây du ký
- Đẹp cùng sao Hàn
- Đánh thức cơ thể
- Phim truyền hình, phim thiếu nhi

### Từng phát sóng

#### SCTV
- Cười đa cảm xúc
- Tour de Vietnam
- Chuyến xe mê ly
- 5Plus Online

## VTC6

### Đang phát sóng

#### VTC
- Đầu tư công
- Văn hóa tâm linh Việt
- Chân dung nghệ sĩ
- Alo bác sĩ 24 (cùng phát với VTC1)

### Từng phát sóng

#### Kênh phim truyện đặc sắc (2007 - 2011)
- Điện ảnh trẻ
- Phim truyện Việt Nam
- Phim truyện nước ngoài

### Từng phát sóng

#### Saigon Channel
- Ống kính du học
- Thế giới đa sắc màu
- Sắc màu Sài Gòn
- Doanh nghiệp và sự kiện
- Thế giới số
- Góc lạ quên
- Không gian đa chiều
- Địa ốc & đô thị
- Phim hoạt hình
- Phim kinh điển
- Phim Châu Á
- Phim Quốc tế
- Điện ảnh thế giới
- 15 phút điểm tin quốc tế
- Clip của tôi
- Khóa Sol
- Bé yêu
- Người giữ lửa
- Phim tài liệu
- CEO Talk
- Business to Finance
- Tạp chí kinh tế cuối tuần
- Góc nhìn thể thao

### Từng phát sóng

#### VTC
- Dòng chảy sông Hồng
- Qua miền Tây Bắc
- Hát cùng đam mê

## VTC7

### Đang phát sóng

#### TodayTV- VTC
- Phim truyện
- Cười lên nào/Just For Laughs Gags
- Thế giới điện ảnh
- Để bác sĩ lo
- Gõ cửa thăm nhà
- Mẹ chồng nàng dâu
- Việt Nam hội nhập (phát lại từ VTC10)
- Tiềm năng Việt Nam (phát lại từ VTC10)
- Thương hiệu Việt (phát lại từ VTC10)
- Hỏi bác sĩ chuyên khoa (phát lại từ VTC14)

### Từng phát sóng

#### VTC7
- Khám phá thế giới
- Ca nhạc
- Phim truyện
- Lời muốn nói (phát lại từ VTC1)
- Trên sàn Catwalk (phát lại từ VTC4)
- Nốt nhạc trẻ (phát lại từ VTC1)

### Từng phát sóng

#### TodayTV
- Vũ điệu cuộc sống
- Today 18h
- Today Life
- Dự báo thời tiết
- Trạng cờ Quý Tỵ
- Sao Online (phát cùng với VTC1)
- Tôi yêu chợ Việt
- Người vẽ ước mơ
- Đẹp không giới hạn
- Mẹ yêu bé
- Tư vấn sức khỏe & tiêu dùng
- Nhỏ to cùng mẹ
- Thế giới âm nhạc
- Trải nghiệm và tin dùng
- Tiếp sức hồi sinh
- Mảng ghép cuộc đời
- Hành trình lột xác

## VTC8

### Đang phát sóng

#### VTC
- Đáng quan tâm 8h (cùng phát với VTC Now)
- Đáng quan tâm 16h45 (cùng phát với VTC Now)
- Đáng quan tâm 21h (cùng phát với VTC Now)
- Thế giới toàn cảnh (cùng phát với VTC Now)
- Nóng 24h (cùng phát với VTC Now)
- Đầu tư và kinh doanh (cùng phát với VTC10)
- Việt Nam và thế giới (cùng phát với VTC10)
- Phiêu lưu cùng ẩm thực
- Điểm đến
- Tôi khác mỗi ngày
- Giải mã
- Khám phá Việt Nam (phát lại từ VTC10)
- Ngon và lành (phát lại từ VTC14)

### Từng phát sóng

#### VITV
- Hàn thử biểu
- Đối thoại
- Hộp tin Việt Nam
- Tâm chấn
- Tạp chí Xây dựng và Bất động sản
- Giờ thứ 9
- Tin mới
- Bản tin Xuất nhập khẩu
- Bữa sáng doanh nhân
- Năng động châu Á
- Bàn tròn doanh nghiệp
- Chuyển động châu Âu
- Vòng xoáy châu Mỹ
- Điểm sóng - Hot Stock
- Luật sư của doanh nghiệp
- Tiêu điểm vàng
- Kinh tế toàn cầu
- Câu chuyện thời trang
- Diễn đàn CEO
- Tiêu điểm kinh tế
- Thế giới sự kiện
- Tạp chí ngân hàng
- Khám phá thương hiệu
- Việt Nam & tiềm năng
- Môi trường kinh doanh
- V Tài chính
- Trên từng kinh tuyến
- Chứng khoán ngành
- Into Vietnam
- 100° Fashion
- Thư viện doanh nhân
- ART World
- Hành trình tri thức
- Thế giới kỳ quan
- Tạp chí Golf
- Sắc màu muôn phương
- Báo chí Kinh tế tuần qua
- Kinh tế tuần qua
- Luật sư doanh nghiệp
- Vietnam - EU Biz
- Chứng khoán cuối tuần
- Chuyên đề Tài chính thuế
- Thể thao tuần qua

### Từng phát sóng

#### View TV
- Bản tin View 24

### Từng phát sóng

#### VTC
- Đường dây nóng (cùng phát với VTC1)
- Vòng quay bóng đá Việt Nam (phát lại từ VTC3)
- Cuộc sống 24h (cùng phát với VTC14)
- Góc nhìn khán giả (cùng phát với VTC14)
- Nét Hà thành (phát lại từ VTC HD1)
- Làn điệu Việt (phát lại từ VTC HD3)
- Góc nhìn cuộc sống (phát lại từ VTC14)
- Lớp học không khoảng cách
- Xe+ (phát lại từ VTC1)
- Xu hướng 24h

## VTC9

### Đang phát sóng

#### VTC
- Phim truyện
- Cà phê ngày mới
- Nói về cuộc sống
- Phóng sự
- Xổ số Kiến thiết miền Bắc
- Chuyện thế giới
- Giờ thứ 9 trên kênh 9
- 360 độ Showbiz
- Bật mí hậu trường
- Alo bác sĩ 24 (cùng phát với VTC1)
- Đi và trải nghiệm
- Giải mã
- Con ong chăm chỉ
- Hát cùng đam mê (phát lại từ VTC6)
- Một ngày làm người Việt (phát lại từ VTC10)
- Ngon và lành (phát lại từ VTC14)
- Tri thức người xưa (phát lại từ VTC14)
- Thuốc nam cho người Việt (phát lại từ VTC16)

### Từng phát sóng

#### VTC Olympic + VTC9
- Bình luận Summer Olympic Games
- Đường tới Olympic Bắc Kinh 2008
- Nhật ký Olymic Bắc Kinh 2008
- Nhịp sống
- Phát lại các chương trình ca nhạc cổ của VTC

### Từng phát sóng

#### Let's Viet
- Let's Cà phê
  - Let's Cà phê: Góc nhân ái
- Siêu thị cuộc sống
- Phóng sự thực tế
- Câu chuyện thế giới
- Đêm Sài Gòn
- Bệ phóng tài năng
- TV Champion
- Võ đài chiến thắng
- MAX Muay Thái
- Đấu trường bò
- Tần số âm nhạc
- Thai FIGHT
- Hội xuân Văn nghệ sĩ
- Trò chơi truyền hình xuyên Quốc gia
- Người Việt Nam chinh phục đỉnh Everest
- Xổ số kiến thiết miền Nam
- Xổ số kiến thiết miền Bắc
- Sự cố bất ngờ
- Hãy nghe họ nói
- Thế giới trong mắt trẻ thơ
- Đêm của sao
- Nhiệt kế giải trí
- Thế giới trẻ
- Cùng là tỷ phú
- Sắc màu giải trí
- Việt Nam Online
- Ngược dòng thời gian
- Đường tới AEC
- Chuyện lý chuyện tình
- Nước sạch cho em
- Khi trái bóng lăn
- Nhịp cầu ước mơ
- Thế giới phụ nữ
- Chuyện phái đẹp
- Let's phim Việt
- Phim truyện
- Luật đời vay trả
- Gia đình yêu thương
- Mai Vàng kết nối
- Những mảnh ghép cuộc đời
- Xe và thể thao
- Người tập sự châu Á
- U-League
- Lục lạc vàng
- Sống xanh
- Đồng đội 4 chân
- Vọng cổ du ca
- Khúc quân hành mùa hè xanh

### Từng phát sóng

#### VTC
- Việt Nam Online (cùng phát với VTC1)
- Cafe ngày mới
- 3S+ (cùng phát với VTC3)
- 22+II (cùng phát với VTC1)
- Giờ giải trí (cùng phát với VTC3)
- Khám phá Việt Nam cùng Martin Yan
- Khám phá Việt Nam cùng Robert Danhi
- Tinh hoa Việt
- 115 (phát lại từ VTC14)
- Hành trình rẻo cao (phát lại từ VTC16)
- Con đường thể thao (phát lại từ VTC3)
- Thể thao Zoom (phát lại từ VTC3)
- Cool-Break (phát lại từ VTC3)
- Góc nhìn (phát lại từ VTC1)

## VTC10

### Đang phát sóng

#### VTC
- Văn hóa Việt
- Câu chuyện ngày mới
- Việt Nam hội nhập
- Phim truyện
- Đầu tư và kinh doanh
- Việt Nam và thế giới
- Người Việt năm châu
- Sắc màu văn hóa
- Một ngày làm người Việt
- Mỗi tuần một nhân vật
- Khám phá Việt Nam
- Top Việt Nam
- Tiếng Việt
- Bếp Việt
- Station Vietnam
- Việt Nam ngày nay
- Cẩm nang kiều bào
- Nét Việt xưa
- Dòng máu lạc hồng
- Theo dòng sứ Việt
- Kết nối cộng đồng
- Hành trình tri thức Việt
- Thương hiệu Việt
- Đường đến thành công
- Góc cuộc sống
- Những miền quê Việt
- Phim tài liệu
- Tiềm năng Việt Nam
- Việt Nam đất nước con người
- Chân dung nghệ sĩ (phát lại từ VTC6)
- Biển đảo Việt Nam (phát lại từ VTC14)

### Từng phát sóng

#### NETVIET (VTC)
- Kết nối thương hiệu Việt
- Di sản văn hóa
- Nhịp cầu giao thương
- Việt Nam góc nhìn của bạn
- NetViet Stories
- Dạy Tiếng Việt cơ bản
- Sống ở Việt Nam
- Người Việt bốn phương
- Văn hóa ẩm thực
- Nhịp cầu NetViet
- Ấn tượng Việt Nam
- Nhịp sống mới
- Kết nối Việt - Trung

## VTC11

### Đang phát sóng

#### VTC
- Con ong chăm chỉ
- Tiếng Việt (phát lại từ VTC10)
- Phim hoạt hình

### Từng phát sóng

#### KidsTV (VTC)
- Phim thiếu nhi
- Lớp học không khoảng cách

## VTC14

### Đang phát sóng
- Cuộc sống 24h (phát chung với VTC1)
- Dòng chảy cuộc sống
- Chào buổi tối (phát chung với VTC1)
- Nhật ký cuộc sống
- Phim truyện
- Bản tin Thời tiết
  - Thời tiết Đô thị
  - Thời tiết biển
  - Thời tiết Nông vụ
  - Thời tiết Du lịch
- Nhiệt kế thị trường
- Góc nhìn khán giả
- Góc nhìn cuộc sống
- Thế giới 7 ngày
- Chuyện đông chuyện tây
- Hồ sơ X
- Phát triển xanh
- Tọa độ xanh
- Môi trường và sức khỏe
- Ngon và lành
- Nhà mát
- Vượt trên bệnh tật
- Sống chung với lũ
- Biển bạc
- Biển đảo Việt Nam
- Nhịp sống đỏ
- 114
- 115
- 4 Tại chỗ
- Việt Nam xanh
- Tri thức người xưa
- Thiên nhiên nổi giận
- Thiên nhiên Việt Nam
- Hành tinh xanh
- Hiểm họa quanh ta
- Thế giới xe xanh
- Tình huống nguy hiểm
- Cận cảnh
- Y tế trong ngày
- Chuyện thường ngày
- Năng lượng và phát triển
- Điểm đến
- Chân dung nghệ sĩ (phát lại từ VTC6)

### Từng phát sóng
- Giao thông an toàn
- Cuộc chiến ung thư

## VTC16

### Đang phát sóng

#### VTC
- Nông thôn ngày mới
- Nông nghiệp 24h
- Nhà nông thông thái
- Phim truyện
- Tổng đài nông nghiệp
- Từ nông thôn nhìn ra thế giới
- Sao thần nông
- Nông nghiệp xanh
- Nông thôn mới
- Nông dân mới
- Đối thoại chính sách tam nông
- Bạn nhà nông bạn nhà nông
- Nông dân online
- Cùng nhà nông Online
- Khoa học và nông nghiệp
- 10 phút cảnh báo
- Hợp tác xã
- Làm nông đúng cách
- Thị trường nông sản
- Làm nông trong phố
- Sống ở làng
- Thuốc nam cho người Việt
- Nhà nông trạng thái
- Chân dung khuyến nông
- Dinh dưỡng vì sức khỏe Việt
- Khám phá thế giới

### Từng phát sóng

#### 3NTV (2010–2014), & 3N (2015–2018)
- Nông thôn chuyển động
- Thời sự nông thôn
- Khởi nghiệp
- Hãy hỏi để biết
- Hành trình rẻo cao
- Tư vấn nông nghiệp trực tuyến
- Bản tin 3 sạch
- Cuộc sống nhà nông
- Cùng nông dân ra đồng
- Dinh dưỡng đúng và đủ

## Các kênh cũ

### VTC12

#### Từng phát sóng

##### Kênh phim truyện (2014–2017)
Trong khoảng thời gian này, kênh chiếu lại các chương trình từ VTC1, VTC2 và VTC14.

#### Từng phát sóng

##### VTCK - VTC Korea
- BTOB - Những chàng trai hoàn hảo
- Ăn kiêng cùng người nổi tiếng
- Đại nhạc hội Busan
- Kpop Ranking
- Đẹp như sao Hàn
- Nhà có khách
- Thử đi rồi biết
- Đột nhập trường học cùng Idol Kpop
- Ẩm thực cho Hội độc thân
- Thách thức siêu đầu bếp
- Khung phim truyện Hàn Quốc

#### Từng phát sóng

##### VTC
- Đầu tư và kinh doanh (cùng phát với VTC10)
- Phiêu lưu cùng ẩm thực
- Điểm đến
- Đi và trải nghiệm
- Phim tài liệu khoa học
- Tôi khác mỗi ngày
- Giải mã
- Khám phá Việt Nam (phát lại từ VTC10)
- Top Việt Nam (phát lại từ VTC10)
- Di sản văn hóa (phát lại từ VTC10)
- Văn hóa ẩm thực Việt (phát lại từ VTC10)
- Ấn tượng Việt Nam (phát lại từ VTC10)
- Thiên nhiên Việt Nam (phát lại từ VTC14)
- Ngon và lành (phát lại từ VTC14)
- Nông thôn mới (phát lại từ VTC16)

### VTC13

#### Từng phát sóng

##### ITV (Việt Nam)
- Ca nhạc Việt Nam
- Ca nhạc quốc tế
- iMusic Top Hits
- iTV Now (Việt Nam/Quốc tế)

#### Từng phát sóng

##### Imusic (VTC - VOV)
- iMusic Việt Nam
- iMusic Quốc tế
- Giờ cao điểm (cùng phát với VOV Giao thông)

### VTC HD1

#### Từng phát sóng
- Music Faces
- Phong & Thủy
- Nét Hà thành

### VTC HD2

#### Từng phát sóng
- Phim truyện

### VTC HD3

#### Từng phát sóng
- Làn điệu Việt

## Hòa sóng

### Chương trình đặc biệt chào đón Tết Nguyên đán của VTC (2023 - 2024): Xuân hạnh phúc - Tết sum vầy
Trong dịp Tết Nguyên đán (2023 - 2024), các kênh VTC1, VTC2, VTC3, VTC4, VTC6, VTC8, VTC9, VTC10, VTC11, VTC14 và VTC16 của Đài Truyền hình Kỹ thuật số VTC đều hòa sóng và trở thành một kênh duy nhất là VTC, với chủ đề là Xuân hạnh phúc - Tết sum vầy.

#### Lịch sử hòa sóng
- 2023: Các kênh VTC1, VTC2, VTC3, VTC4, VTC6, VTC8, VTC9, VTC10, VTC11, VTC12, VTC14 và VTC16 hòa sóng từ 5h57 ngày 21/01/2023 (30 Tết) đến 24h00 ngày 24/01/2023 (mùng 3 Tết). Các kênh khác như VTC5, VTC7 và VTC13 đều phát chương trình riêng. Từ 6h00 ngày 21/01/2023 (30 Tết), kênh VOVTV - Đài Tiếng nói Việt Nam cũng nhập vào luồng sạch của kênh VTC1.
- 2024: Các kênh VTC1, VTC2, VTC3, VTC4, VTC6, VTC8, VTC9, VTC10, VTC11, VTC14 và VTC16 hòa sóng từ 6h00 ngày 09/02/2024 (30 Tết) đến 24h00 ngày 12/02/2024 (mùng 3 Tết). Cả 2 kênh khác như VTC5 và VTC7 đều phát chương trình riêng. Sau thời điểm đó, toàn bộ các kênh trên đồng loạt tách sóng và phát riêng chương trình, riêng kênh VTC6 tách sóng lúc 6h00 ngày 12/02/2024 (mùng 3 Tết). Đây cũng là năm cuối cùng, VTC thực hiện buổi hòa sóng chương trình Tết Nguyên Đán trước khi đài ngừng phát sóng từ 15/1/2025.

### Chương trình đặc biệt chào đón Tết Nguyên đán của VTC (2021 - 2022): Xuân hạnh phúc - Tết sẻ chia
Trong dịp Tết Nguyên đán (2021 - 2022), các kênh VTC1, VTC2, VTC3, VTC4, VTC6, VTC8, VTC9, VTC10, VTC11, VTC12, VTC14 và VTC16 của Đài Truyền hình Kỹ thuật số VTC đều hòa sóng và trở thành một kênh duy nhất là VTC, với chủ đề là Xuân hạnh phúc - Tết sẻ chia.
Các kênh khác như VTC5, VTC7 và VTC13 sẽ phát chương trình riêng. Riêng kênh VTC6 tách sóng lúc 0h00 ngày mùng 4 Tết.

#### Lịch sử hòa sóng
- 2021: Các kênh VTC1, VTC2, VTC4, VTC6, VTC8, VTC9, VTC10, VTC11, VTC12, VTC14 và VTC16 hòa sóng từ 5h57 ngày 11/02/2021 (30 Tết) đến 24h00 ngày 14/02/2021 (mùng 3 Tết). Các kênh khác như VTC3, VTC5, VTC7 và VTC13 đều phát chương trình riêng. Từ 6h00 ngày 11/02/2021 (30 Tết), kênh VOVTV - Đài Tiếng nói Việt Nam cũng nhập vào luồng sạch của kênh VTC1. Sau thời điểm đó, toàn bộ các kênh trên đồng loạt tách sóng và phát riêng chương trình, riêng kênh VTC6 tách sóng lúc 0h00 ngày 14/02/2021 (mùng 3 Tết).
- 2022: Các kênh VTC1, VTC2, VTC3, VTC4, VTC6, VTC8, VTC9, VTC10, VTC11, VTC12, VTC14 và VTC16 hòa sóng từ 6h00 ngày 31/01/2022 (29 Tết) đến 24h00 ngày 03/02/2022 (mùng 3 Tết). Các kênh khác như VTC5, VTC7 và VTC13 đều phát chương trình riêng. Từ 6h00 ngày 11/02/2021 (30 Tết), kênh VOVTV - Đài Tiếng nói Việt Nam cũng nhập vào luồng sạch của kênh VTC1. Sau thời điểm đó, toàn bộ các kênh trên đồng loạt tách sóng và phát riêng chương trình, riêng kênh VTC6 tách sóng lúc 0h00 ngày 03/02/2022 (mùng 3 Tết).

### Chương trình đặc biệt chào đón Tết Nguyên đán của VTC (2017 - 2020): Cùng vui Tết Việt
Trong dịp Tết Nguyên đán (2017 - 2020), các kênh quảng bá của Đài Truyền hình Kỹ thuật số VTC đều hòa sóng và trở thành một kênh duy nhất là VTC, với chủ đề là Cùng vui Tết Việt.
Các kênh khác như VTC4, VTC5, VTC7, VTC11, VTC12 và VTC13 sẽ phát chương trình riêng. Riêng kênh VTC6 và VTC16 tách sóng lúc 0h00 ngày mùng 3 Tết.

#### Lịch sử hòa sóng
- 2017: Các kênh VTC1, VTC3, VTC12, VTC14 và VTC16 hòa sóng từ 6h00 ngày 27/01/2017 (30 Tết) đến 0h00 ngày 29/01/2017 (mùng 2 Tết). Các kênh khác như VTC2, VTC4, VTC5, VTC6, VTC7, VTC8, VTC9, VTC10, VTC11 và VTC13 đều phát chương trình riêng. Sau thời điểm đó, toàn bộ các kênh trên đồng loạt tách sóng và phát riêng chương trình.
- 2018: Các kênh VTC1, VTC2, VTC3, VTC6, VTC8, VTC9, VTC14 và VTC16 hòa sóng từ 6h01 ngày 15/02/2018 (30 Tết) đến 0h03 ngày 18/02/2018 (mùng 3 Tết). Các kênh khác như VTC4, VTC5, VTC7, VTC10, VTC11, VTC12, VTC13 đều phát chương trình riêng. Sau thời điểm đó, toàn bộ các kênh trên đồng loạt tách sóng và phát riêng chương trình.
- 2019: Các kênh VTC1, VTC2, VTC3, VTC6, VTC8, VTC9, VTC14 và VTC16 hòa sóng từ 6h00 ngày 04/02/2019 (30 Tết) đến 0h07 ngày 08/02/2019 (mùng 4 Tết). Các kênh khác như VTC4, VTC5, VTC7, VTC10, VTC11, VTC13 đều phát chương trình riêng. Sau thời điểm đó, toàn bộ các kênh trên đồng loạt tách sóng và phát riêng chương trình, riêng kênh VTC16 tách sóng lúc 4h25 ngày 07/02/2019 (mùng 3 Tết).
- 2020: Các kênh VTC1, VTC2, VTC3, VTC6, VTC8, VTC9, VTC14 và VTC16 hòa sóng từ 6h00 ngày 24/01/2020 (30 Tết) đến 24h00 ngày 27/01/2020 (mùng 3 Tết). Các kênh khác như VTC4, VTC5, VTC7, VTC10, VTC11, VTC12 và VTC13 đều phát chương trình riêng. Từ 6h00 ngày 24/01/2020 (30 Tết), kênh VOVTV - Vietnam Journey - Đài Tiếng nói Việt Nam cũng nhập vào luồng sạch của kênh VTC1, riêng kênh VTC2 chập vào kênh VTC1 từ 0h15 ngày mùng 1 Tết đến 0h00 ngày mùng 3 Tết. Sau thời điểm đó, toàn bộ các kênh trên đồng loạt tách sóng và phát riêng chương trình, riêng kênh VTC6 tách sóng lúc 0h00 ngày 27/01/2020 (mùng 3 Tết) và kênh VTC16 tách sóng lúc 5h00 cùng ngày.

### Chương trình đặc biệt chào đón Tết Nguyên đán của VTC (2016): Cùng đón Tết Việt
Trong dịp Tết Nguyên đán (2016), các kênh quảng bá của Đài Truyền hình Kỹ thuật số VTC đều hòa sóng và trở thành một kênh duy nhất là VTC, với chủ đề là Cùng đón Tết Việt.
Các kênh khác như VTC3, VTC4, VTC5, VTC7, VTC8, VTC9, VTC10, VTC11 và VTC13 sẽ phát chương trình riêng.

#### Lịch sử hòa sóng
- 2016: Các kênh VTC1, VTC2, VTC6, VTC12, VTC14 và VTC16 hòa sóng từ 6h00 ngày 07/02/2016 (29 Tết) đến 24h00 ngày 10/02/2016 (mùng 3 Tết). Các kênh khác như VTC3, VTC4, VTC5, VTC7, VTC8, VTC9, VTC10, VTC11 và VTC13 đều phát chương trình riêng. Sau thời điểm đó, toàn bộ các kênh trên đồng loạt tách sóng và phát riêng chương trình.

### Chương trình đặc biệt chào đón Tết Nguyên đán của VTC (2006 - 2015)
Trong dịp Tết Nguyên đán (2006 - 2015), các kênh VTC1, VTC2, VTC5, VTC7, VTC10, VTC14 và VTC16 của Đài Truyền hình Kỹ thuật số VTC đều hòa sóng và trở thành một kênh duy nhất là VTC, tính từ 6h00 ngày 29 hoặc 30 Tết đến 24h00 ngày mùng 2 Tết.

### VTC Chào 2019
Từ 5h59 ngày 31/12/2018, các kênh VTC1, VTC3, VTC6 và VTC9 đã hòa sóng trong khung chương trình với logo VTC Chào 2019. Các kênh khác như VTC2, VTC4, VTC5, VTC7, VTC8, VTC10, VTC11, VTC13, VTC14, VTC16. Riêng kênh VTC9 tạm thời tách sóng từ 17h32 ngày 31/12/2018 để truyền hình trực tiếp quay thưởng Xổ số Kiến thiết Miền Bắc, sau đó đã hòa sóng trở lại vào lúc 19h00 cùng ngày và đều đồng loạt tách sóng vào lúc 0h04 ngày 01/01/2019.
VTC1 luôn luôn là kênh đảm nhiệm tín hiệu chính cho tất cả các chương trình hoà sóng VTC từ 2006 đến 2024.

### Các dịp hòa sóng

#### Hòa sóng vào logo VOV trong cầu truyền hình "Muôn vàn tình thương yêu"
Từ 20h17 đến 22h39 ngày 21/8/2019, các kênh VTC1, VTC3, VTC6 và VTC10 đã hòa sóng thành VOV để thực hiện cầu phát thanh - truyền hình đặc biệt với tên gọi "Muôn vàn tình thương yêu", một Chương trình chính luận - nghệ thuật đặc biệt kỷ niệm 50 năm ngày Chủ tịch Hồ Chí Minh đi xa, 50 năm toàn Đảng toàn dân toàn quân ta thực hiện Di chúc của Người, được diễn ra tại 3 điểm cầu: Nhà hát Đài Tiếng nói Việt Nam (58 Quán Sứ, Hà Nội), khu Di tích lịch sử quốc gia đặc biệt Kim Liên (huyện Nam Đàn, tỉnh Nghệ An) và khu Di tích Bến Nhà Rồng (Thành phố Hồ Chí Minh).
Ngoài các kênh VTC1, VTC3, VTC6 và VTC10, chương trình còn được trực tiếp trên các Kênh truyền hình gồm: Vietnam Journey, HTV1 - Đài Truyền hình Thành phố Hồ Chí Minh, Đài Phát thanh – Truyền hình Nghệ An (NTV) và nhiều Đài phát thanh – truyền hình trong cả nước; được phát thanh trực tiếp trên các kênh sóng: VOV1, VOV2, VOV3, VOV4 được phát trực tuyến trên các báo điện tử: VOV.VN, VTC News, trang điện tử VOVWORLD.VN, truyenhinhdulich.vn và ứng dụng VTC Now, VOV Media.

#### Hòa sóng để phát sóng bản tin lời chào tạm biệt củaĐài Truyền hình Kỹ thuật số VTC
Từ 23h55 ngày 14/1/2025, các kênh VTC1, VTC2, VTC3, VTC4, VTC6, VTC8, VTC9, VTC10, VTC11, VTC14 và VTC16 đã hòa sóng để phát sóng bản tin lời chào tạm biệt hành trình 20 năm của Đài Truyền hình Kỹ thuật số VTC và đều đồng loạt ngừng phát sóng vào lúc 0h00 ngày 15/1/2025. Kênh VTC7 ngừng phát sóng vào lúc 0h00 ngày 14/1/2025, đồng thời TodayTV chuyển sang kênh SCTV2. Kênh VTC5 bị đơ hình vào lúc 14h39 ngày 14/1/2025 trong lúc đang phát chương trình bộ phim truyền hình Bỏ lỡ với thanh xuân - Tập 2 và đã chính thức ngừng phát sóng.

### Các chương trình đồng hành / bên lề các giải thể thao lớn
- Nhật ký Seagames/Asiad/Olympic/Copa America/Euro/World Cup/King's Cup
- Bình luận bóng đá